# Muscolo lungo del collo
Nell'anatomia umana il muscolo lungo del collo è un muscolo  del collo.

## Anatomia
Muscolo molto lungo, robusto e di forma triangolare si ritrova vicino al muscolo lungo della testa, percorre le prime 3 vertebre, avendo inizio dall'atlante.
Viene divisa in 3 sezioni:
- Longitudinale mediale
- Laterale obliqua superiore
- Laterale obliqua inferiore